# Seznam ulic v Zábrdovicích
Seznam ulic v Zábrdovicích uvádí přehled ulic a veřejných prostranství na území evidenční části obce Zábrdovice v Brně, která je územně totožná s katastrálním územím Zábrdovice a tvoří části městských částí Brno-sever, Brno-střed a Brno-Židenice.

## Seznam
| Název                          | Pojmenováno po                     | Souřadnice                       | Obrázek | Commons                  | RÚIAN   | Mapy.cz         |
| ------------------------------ | ---------------------------------- | -------------------------------- | ------- | ------------------------ | ------- | --------------- |
| Auerswaldova                   | Jaroslav Auerswald                 | 49°12′14″ s. š., 16°37′34″ v. d. |         | Auerswaldova (Brno)      | 21008   | stre&id=78946   |
| Barvířská                      | továrna                            | 49°11′56″ s. š., 16°37′27″ v. d. |         | Barvířská (Brno)         | 35912   | stre&id=80431   |
| Bratislavská                   | Bratislava                         | 49°12′ s. š., 16°37′19″ v. d.    |         | Bratislavská (Brno)      | 21687   | stre&id=79013   |
| Cejl                           |                                    | 49°11′54″ s. š., 16°37′14″ v. d. |         | Cejl (Brno)              | 22063   | stre&id=79051   |
| Francouzská                    | Francie                            | 49°12′6″ s. š., 16°37′9″ v. d.   |         | Francouzská (Brno)       | 23361   | stre&id=79180   |
| Husovická                      | Husovice                           | 49°12′22″ s. š., 16°37′42″ v. d. |         | Husovická (Brno)         | 24465   | stre&id=79290   |
| Hvězdička-park Eugena Horvátha | Eugen Horváth                      | 49°12′4″ s. š., 16°37′17″ v. d.  |         |                          | 2830841 | base&id=2110265 |
| Hvězdová                       | Josef Stern                        | 49°12′4″ s. š., 16°37′20″ v. d.  |         | Hvězdová (Brno)          | 23159   | stre&id=79160   |
| Jana Svobody                   | Jan Svoboda                        | 49°12′15″ s. š., 16°37′38″ v. d. |         | Jana Svobody (Brno)      | 24643   | stre&id=79308   |
| Jugoslávská                    | Jugoslávie                         | 49°12′33″ s. š., 16°37′21″ v. d. |         | Jugoslávská (Brno)       | 25127   | stre&id=79356   |
| Koliště                        | glacis                             | 49°11′58″ s. š., 16°36′40″ v. d. |         | Koliště (Brno)           | 25828   | stre&id=79426   |
| Krokova                        | Krok                               | 49°11′53″ s. š., 16°37′58″ v. d. |         |                          | 26425   | stre&id=79487   |
| Kuldova                        | Beneš Method Kulda                 | 49°12′ s. š., 16°38′0″ v. d.     |         | Kuldova                  | 26697   | stre&id=79514   |
| Körnerova                      | Richard Körner                     | 49°11′55″ s. š., 16°37′7″ v. d.  |         | Körnerova                | 26832   | stre&id=79528   |
| Lazaretní                      | lazaretto                          | 49°12′11″ s. š., 16°37′55″ v. d. |         | Lazaretní (Brno)         | 26883   | stre&id=79533   |
| Merhautova                     | Josef Merhaut                      | 49°12′35″ s. š., 16°37′26″ v. d. |         | Merhautova (Brno)        | 27791   | stre&id=79624   |
| Milady Horákové                | Milada Horáková                    | 49°12′4″ s. š., 16°36′52″ v. d.  |         | Milady Horákové (Brno)   | 33537   | stre&id=80193   |
| Pastrnkova                     | František Pastrnek                 | 49°11′58″ s. š., 16°37′49″ v. d. |         |                          | 29394   | stre&id=79782   |
| Plynárenská                    | plynárna                           | 49°11′51″ s. š., 16°37′34″ v. d. |         | Plynárenská (Brno)       | 36609   | stre&id=80499   |
| Ponávka                        | Ponávka                            | 49°11′51″ s. š., 16°36′57″ v. d. |         | Ponávka (Brno)           | 30031   | stre&id=79845   |
| Přadlácká                      | přádelna hedvábí                   | 49°12′8″ s. š., 16°37′29″ v. d.  |         | Přadlácká (Brno)         | 30376   | stre&id=79879   |
| Příkop                         | Ponávka                            | 49°11′58″ s. š., 16°36′53″ v. d. |         | Příkop (Brno)            | 30481   | stre&id=79890   |
| Příční                         | místo                              | 49°12′ s. š., 16°36′58″ v. d.    |         | Příční (Brno)            | 30457   | stre&id=79887   |
| Radlas                         |                                    | 49°11′53″ s. š., 16°37′27″ v. d. |         | Radlas                   | 30627   | stre&id=79904   |
| Slepá                          | slepá ulice                        | 49°12′16″ s. š., 16°37′13″ v. d. |         | Slepá (Brno)             | 31721   | stre&id=80013   |
| Soudní                         | Brněnská káznice                   | 49°11′58″ s. š., 16°37′19″ v. d. |         | Soudní (Brno)            | 31984   | stre&id=80039   |
| Spolková                       | Dělnický dům                       | 49°12′5″ s. š., 16°37′25″ v. d.  |         | Spolková (Brno)          | 27553   | stre&id=79600   |
| Stará                          | čas                                | 49°12′ s. š., 16°37′3″ v. d.     |         | Stará (Brno)             | 32140   | stre&id=80055   |
| Svitavské nábřeží              | Svitava                            | 49°12′24″ s. š., 16°37′52″ v. d. |         | Svitavské nábřeží (Brno) | 33545   | stre&id=80194   |
| Sýpka                          | sýpka                              | 49°12′22″ s. š., 16°37′28″ v. d. |         | Sýpka (Brno)             | 32565   | stre&id=80097   |
| Tišnovská                      | bývalá železniční trať Brno–Tišnov | 49°12′37″ s. š., 16°37′32″ v. d. |         | Tišnovská (Brno)         | 33260   | stre&id=80166   |
| Tkalcovská                     | tkadlec                            | 49°11′56″ s. š., 16°37′39″ v. d. |         | Tkalcovská (Brno)        | 33278   | stre&id=80167   |
| Tomáškova                      | Jan Tomášek                        | 49°11′55″ s. š., 16°37′51″ v. d. |         |                          | 33316   | stre&id=80171   |
| Trávníčkova                    | František Trávníček                | 49°12′16″ s. š., 16°37′36″ v. d. |         | Trávníčkova (Brno)       | 33391   | stre&id=80179   |
| Valcha                         | továrna                            | 49°11′54″ s. š., 16°37′23″ v. d. |         | Valcha (Brno)            | 37125   | stre&id=80551   |
| Vaníčkova                      | Jindřich Vaníček                   | 49°11′52″ s. š., 16°37′51″ v. d. |         |                          | 34258   | stre&id=80265   |
| Vlhká                          | Ponávka                            | 49°11′43″ s. š., 16°37′3″ v. d.  |         | Vlhká (Brno)             | 34657   | stre&id=80305   |
| Vranovská                      | Vranov                             | 49°12′30″ s. š., 16°37′40″ v. d. |         | Vranovská (Brno)         | 34835   | stre&id=80323   |
| Zubatého                       | Josef Zubatý                       | 49°12′19″ s. š., 16°37′37″ v. d. |         | Zubatého (Brno)          | 35742   | stre&id=80414   |
| Zábrdovická                    | Zábrdovice                         | 49°12′6″ s. š., 16°37′53″ v. d.  |         | Zábrdovická              | 25615   | stre&id=79405   |
| Černopolní                     | Černá Pole                         | 49°12′24″ s. š., 16°37′ v. d.    |         | Černopolní               | 22489   | stre&id=79093   |
| Špitálka                       | louka                              | 49°11′35″ s. š., 16°37′17″ v. d. |         | Špitálka (Brno)          | 32883   | stre&id=80129   |
| Šámalova                       | Přemysl Šámal                      | 49°11′42″ s. š., 16°38′3″ v. d.  |         |                          | 32603   | stre&id=80101   |